# Calciumsulfiet
Calciumsulfiet is calciumzout van zwaveligzuur, met als brutoformule CaSO3. In zuivere toestand is het een witte kristallijne vaste stof, die slecht oplosbaar is in water.
Als calciumsulfiet in contact met zuurstof komt, reageert het ermee en ontstaat calciumsulfaat (CaSO4).

## Synthese
Calciumsulfiet kan bereid worden door inwerking van zwaveldioxide op calciumcarbonaat of calciumhydroxide:
{\displaystyle {\ce {CaCO3 + SO2 -> CaSO3 + CO2}}}
{\displaystyle {\ce {Ca(OH)2 + SO2 -> CaSO3 + H2O}}}

## Toepassingen
Calciumsulfiet wordt gebruikt als conserveermiddel (E226), onder andere in de wijnproductie en vleeswarenindustrie. In zure condities wordt zwaveligzuur gevormd, dat tot water en zwaveldioxide ontleedt. Het is zwaveldioxide dat een conserverende werking heeft.